# Robert Adlard
Robert Edward Adlard (15. studenog 1915. – listopad 2008.) je bivši engleski hokejaš na travi. 
Osvojio je srebrno odličje igrajući za Uj. Kraljevstvo na hokejaškom turniru na Olimpijskim igrama 1948. u Londonu.

## Vanjske poveznice
- Profil na Sports-Reference.com[neaktivna poveznica]